# Mariola Wołochowicz
Mariola Wołochowicz (ur. 1961, zm. 10 lipca 2016) – polska działaczka, pisarka i publicystka katolicka, promotorka naturalnego planowania rodziny, odnowy biblijnej i poradnictwa rodzinnego, tłumaczka. 

## Życiorys
Była studentką germanistyki na Uniwersytecie Warszawskim. Naukę kontynuowała na zaocznych studiach teologii katolickiej na Studium Teologii dla Świeckich w Warszawie (potem: Papieski Wydział Teologiczny). Wraz z poznanym w 1980 mężem, Piotrem, założyła Fundację Misja Służby Rodzinie (1992), będącą polską częścią Family Life Mission Waltera i Ingrid Trobischów. W 1986 małżeństwo współzałożyło Stowarzyszenie na Rzecz Naturalnego Rodzenia i Karmienia (wspierane przez Włodzimierza Fijałkowskiego). W 1990 uzyskała tytuł magistra teologii katolickiej, a potem zajęła się działalnością publicystyczną. W 1993 (z mężem i innymi) założyła Instytut Naturalnego Planowania Rodziny według metody prof. Josefa Rötzera (była tłumaczką tego naukowca podczas jego pobytów w Polsce). Od 1995 do 1999 małżeństwo prowadziło stałą rubrykę w miesięczniku Droga, która poświęcona była zagadnieniom miłości i seksualności człowieka (140 artykułów wydanych następnie jako cztery książki).
Zmarła na czerniaka, którego zdiagnozowano u niej w 2004, jednak poważne przerzuty pojawiły się w listopadzie 2015.

## Publikacje
Najważniejsze publikacje:
- Seks po chrześcijańsku (1986, wraz z mężem),
- Zanim wybierzesz... (1993, wraz z mężem),
- tłumaczenie z języka niemieckiego książki Nie tak, jak u zbójców autorstwa Ursuli Marc (1998),
- Jak wygrać małżeństwo (2004, wraz z mężem),
- Jak wygrać te sprawy (2008, wraz z mężem),
- Porozmawiaj ze mną. Jak rozmawiać ze swoim dzieckiem o seksualności (2011, zbiór tekstów z Małego Gościa Niedzielnego),
- Złamać szyfr, czyli jak zrozumieć małżonka (2012, wraz z mężem),
- Wierzące dzieci. O tym jak wychować dzieci do dojrzałej wiary (2014, wraz z mężem)[2],
- Wierzące dzieci. Reanimacja (2015, wraz z mężem)[4].

## Rodzina
6 lutego 1982 wzięła ślub z Piotrem Wołochowiczem, elektronikiem, działaczem i publicystą katolickim. Małżeństwo miało trójkę dzieci: Magdalenę (ur. 1983), Daniela (ur. 1986) oraz Ireneusza (ur. 1988).